# 娜奧米·諾維克
娜奧米·諾維克（Naomi Novik，1973年4月30日—）是一位美國作家，以其架空歷史小說《戰龍無畏系列》而聞名。2007年，她憑此系列第一至第三本小說，贏得了約翰·W·坎貝爾最佳新作家獎。2015年，她借奇幻小說《盤根之森》同時入圍雨果獎及星雲獎，結果終於贏得了星雲獎最佳長篇小說獎。

## 早年生活
諾維克是美國第二代移民，父親為立陶宛裔猶太人，母親為波蘭裔。諾維克在紐約州長島長大，自幼已很喜歡閱讀。
諾維克大學畢業於布朗大學，主修英語文學，跟著從哥倫比亞大學取得電腦科學碩士學位。

## 事業
諾維克離開校園後，參與了電腦遊戲《絕冬城之夜：黯影之心》（Neverwinter Nights: Shadows of Undrentide）的設計及發展，但最後因覺得自己更喜歡寫作而辭職。
2006年，她出版了架空歷史小說《戰龍無畏系列》第一至第三本小說：《戰龍無畏》、《戰龍無畏2：勇闖皇城》及《戰龍無畏3：荒漠奇航》。這三本書都獲得好評，《魔戒電影三部曲》導演彼得·傑克森更簽下電影版權（但因電影遲遲仍未有什麼進展而回到了諾維克手中）。2007年，諾維克憑這幾本小說贏得約翰·W·坎貝爾最佳新作家獎。之後，此系列跟著的小說陸續推出，最後總共出版了九本。
2011年，她第一本非《戰龍無畏系列》小說出版，為繪本小說《Will Supervillains Be on the Final?》。
2015年，她奇幻小說《盤根之森》出版，同時入圍雨果獎及星雲獎，結果贏得了星雲獎最佳長篇小說獎。

## 私人生活
諾維克已婚，丈夫為企業家及作家Charles Ardai，兩人育有一女Evidence Novik Ardai（2010年出生）。一家現居曼哈頓。

## 作品

### 《龙船长》系列
| 年份 | 書名                                        | 系列       | 備註              |
| ---- | ------------------------------------------- | ---------- | ----------------- |
| 2006 | 《戰龍無畏》（His Majesty's Dragon）        | 《龙船长》 | 英國書名Temeraire |
| 2006 | 《戰龍無畏2：勇闖皇城》（Throne of Jade）   | 《龙船长》 |                   |
| 2006 | 《戰龍無畏3：荒漠奇航》（Black Powder War） | 《龙船长》 |                   |
| 2007 | Empire of Ivory                             | 《龙船长》 |                   |
| 2008 | Victory of Eagles                           | 《龙船长》 |                   |
| 2010 | Tongues of Serpents                         | 《龙船长》 |                   |
| 2012 | Crucible of Gold                            | 《龙船长》 |                   |
| 2013 | Blood of Tyrants                            | 《龙船长》 |                   |
| 2016 | League of Dragons                           | 《龙船长》 |                   |

### 其他
- 《盤根之森（英语：Uprooted (novel)）》（Uprooted，2015）
- 《霜雪之銀，焰火之金（英语：Spinning Silver）》Spinning Silver（2018）

## 參註
1. 1 2  Bosman, Julie. . The New York Times. 2006-10-11  [2010-05-19]. （原始内容存档于2020-11-21）.
2. ↑  . The Guardian. 12 September 2006  [2018-01-05]. （原始内容存档于2021-02-14）.
3. ↑  .   [2018-01-05]. （原始内容存档于2016-07-22）.
4. ↑  .   [2018-01-05]. （原始内容存档于2015-03-08）.

## 外部鏈結
- 《戰龍無畏系列》官方網站